# Ortalis ruficeps
La chachalaca cabecicastaña o chachalaca de cabeza castaña (Ortalis ruficeps) es una especie de ave galliforme de la familia Cracidae, perteneciente al género Ortalis; fue separada de la chachalaca momote (Ortalis motmot) en 2020. Es endémica de Brasil, en el sureste de la Amazonia.

## Distribución y hábitat
Se distribuye en el centro norte de Brasil al sur del río Amazonas, entre los ríos Tapajós (en Pará) y Araguaia (en Tocantins).
Esta especie es considerada bastante común en sus hábitats naturales: los parches de selvas húmedas con sotobosque denso a lo largo de ríos o en claros en bosques más extensivos.

## Sistemática

### Descripción original
La especie O. ruficeps fue descrita por primera vez por el naturalista alemán Johann Georg Wagler en 1830 bajo el nombre científico Penelope ruficeps; su localidad tipo es: «Brasil (el holotipo es del estado de Pará)».

### Etimología
El nombre genérico femenino «Ortalis» en griego significa  ‘gallina’; y el nombre de la especie «ruficeps» se compone de las palabras del latín  «rufus» que significa ‘rojizo’, y  «ceps» que significa ‘de cabeza’.

### Taxonomía
La presente especie fue tradicionalmente tratada como una subespecie de Ortalis motmot, pero fue separada como especie plena con base en las diferencias morfológicas, vocales y de plumaje comprobadas en los estudios de Tomotani et al. (2020) que demostraron que es significativamente menor y más liviana que O. motmot, no habiendo solapamiento en la distribución geográfica ni señales de hibridación a lo ancho de su zona. La separación fue aprobada en la Propuesta No 731X al Comité de Clasificación de Sudamérica (SACC).